# Heliport Sarfannguit

i7
i11
i13
Der Heliport Sarfannguit (ICAO-Code: BGSA) ist ein Hubschrauberlandeplatz in Sarfannguit im westlichen Grönland. Da er kein Abfertigungsgebäude besitzt, wird der Heliport auch als Helistop bezeichnet.

## Lage und Ausstattung
Der Heliport liegt im südwestlichen Teil des Dorfs, liegt auf einer Höhe von 220 Fuß und hat eine mit Schotter bedeckte kreisrunde Landefläche mit einem Durchmesser von 40 m.

## Fluggesellschaften und Ziele
Der Heliport wird von Air Greenland bedient, welche saisonale regelmäßige Flüge zum Flughafen Sisimiut anbietet.